# Soul to Squeeze
Soul to Squeeze is een lied van de Californische band Red Hot Chili Peppers. Dit lied staat niet op een regulier studioalbum, wel op hun album Greatest Hits.
Het nummer is gebruikt voor de film Coneheads en als single uitgebracht. Het nummer is weggelaten bij het album Blood Sugar Sex Magik. Dit kwam doordat de producer Rick Rubin er een dubbelalbum van wilde maken, maar de bandleden dachten dat de mensen niet zouden betalen voor een dubbelalbum. Daarom werd er veel materiaal weggelaten, waarvan dus Soul to Squeeze.